# ريتشموند (إنديانا)
ريتشموند (بالإنجليزية: Richmond, Indiana)‏ هي مدينة تقع في الولايات المتحدة في مقاطعة واين (إنديانا). يقدر عدد سكانها بـ 36,812 نسمة ومساحتها 62.37 كم2 وترتفع عن سطح البحر 299 متر.

## التركيبة السكانية
قام مكتب تعداد الولايات المتحدة بتحديد بيانات التركيبة السكانية لريتشموند في تعداد الولايات المتحدة. في ما يلي، التركيبة السكانية حسب تعدادي 2000 و2010.

### تعداد عام 2000
بلغ عدد سكان ريتشموند 39,124 نسمة بحسب تعداد عام 2000، وبلغ عدد الأسر 16,287 أسرة وعدد العائلات 9,918 عائلة مقيمة في المدينة. في حين سجلت الكثافة السكانية 1,685.3 نسمة لكل ميل مربع (650.7/كم2). وبلغ عدد الوحدات السكنية 17,647 وحدة بمتوسط كثافة قدره 760.2 نسمة لكل ميل مربع (293.5/كم2).
وتوزع التركيب العرقي للمدينة بنسبة 86.78% من البيض و 0.27% من الأمريكيين الأصليين و 0.80% من الأمريكيين ذوي الأصول الآسيوية و 0.06% من سكان جزر المحيط الهادئ و 8.87% من الأمريكيين الأفارقة و 2.14% من عرقين مختلطين أو أكثر.
بلغ عدد الأسر 16,287 أسرة كانت نسبة 27.8% منها لديها أطفال تحت سن الثامنة عشر تعيش معهم، وبلغت نسبة الأزواج القاطنين مع بعضهم البعض 43.1% من أصل المجموع الكلي للأسر، ونسبة 13.9% من الأسر كان لديها معيلات من الإناث دون وجود شريك، وكانت نسبة 39.1% من غير العائلات. تألفت نسبة 33.0% من أصل جميع الأسر من أفراد ونسبة 13.7% كانوا يعيش معهم شخص وحيد يبلغ من العمر 65 عاماً فما فوق. وبلغ متوسط حجم الأسرة المعيشية 2.89، أما متوسط حجم العائلات فبلغ 2.29.
بلغ العمر الوسطي للسكان 36 عاماً. وكانت نسبة 23.4% من القاطنين تحت سن الثامنة عشر، وكانت نسبة 11.0% بين الثامنة عشر والأربعة وعشرون عاماً، ونسبة 27.5% كانت واقعةً في الفئة العمرية ما بين الخامسة والعشرون حتى والأربعة وأربعون عاماً، ونسبة 21.6% كانت ما بين الخامسة والأربعون حتى الرابعة والستون، ونسبة 16.4% كانت ضمن فئة الخامسة والستون عاماً فما فوق. يوجد لكل 100 أنثى 88.7 ذكر، ويوجد لكل 100 أنثى في الثامنة عشر من عمرها فما فوق 84.2 ذكر.
بلغ متوسط دخل الأسرة في المدينة 30,210 دولار، أما متوسط دخل العائلة فبلغ 38,346 دولار. وكان متوسط دخل الذكور 30,849 دولار مقابل 21,164 دولار للإناث. وسجل دخل الفرد الخاص بالمدينة 17,096 دولار. وكانت نسبة 12.1% من العائلات ونسبة 15.7% من السكان تحت خط الفقر، وكان من هؤلاء نسبة 22.8% تحت سن الثامنة عشر ونسبة 10.8% في الخامسة والستين من العمر وما فوق.

### تعداد عام 2010
بلغ عدد سكان ريتشموند 36,812 نسمة بحسب تعداد عام 2010، وبلغ عدد الأسر 15,098 أسرة وعدد العائلات 8,909 عائلة مقيمة في المدينة. في حين سجلت الكثافة السكانية 1,539.0 نسمة لكل ميل مربع (594.2/كم2). وبلغ عدد الوحدات السكنية 17,649 وحدة بمتوسط كثافة قدره 737.8 لكل ميل مربع (284.9/كم2).
وتوزع التركيب العرقي للمدينة بنسبة 83.9% من البيض و 0.3% من الأمريكيين الأصليين و 1.1% من الأمريكيين ذوي الأصول الآسيوية و 0.1% من سكان جزر المحيط الهادئ و 8.6% من الأمريكيين الأفارقة و 4.0% من عرقين مختلطين أو أكثر.
بلغ عدد الأسر 15,098 أسرة كانت نسبة 28.8% منها لديها أطفال تحت سن الثامنة عشر تعيش معهم، وبلغت نسبة الأزواج القاطنين مع بعضهم البعض 37.5% من أصل المجموع الكلي للأسر، ونسبة 16.3% من الأسر كان لديها معيلات من الإناث دون وجود شريك، بينما كانت نسبة 5.3% من الأسر لديها معيلون من الذكور دون وجود شريكة وكانت نسبة 41.0% من غير العائلات. تألفت نسبة 34.2% من أصل جميع الأسر من أفراد ونسبة 13.5% كانوا يعيش معهم شخص وحيد يبلغ من العمر 65 عاماً فما فوق. وبلغ متوسط حجم الأسرة المعيشية 2.91، أما متوسط حجم العائلات فبلغ 2.29.
بلغ العمر الوسطي للسكان 38.4 عاماً. وكانت نسبة 22.1% من القاطنين تحت سن الثامنة عشر، وكانت نسبة 11.4% بين الثامنة عشر والأربعة وعشرون عاماً، ونسبة 24.4% كانت واقعةً في الفئة العمرية ما بين الخامسة والعشرون حتى والأربعة وأربعون عاماً، ونسبة 25.6% كانت ما بين الخامسة والأربعون حتى الرابعة والستون، ونسبة 16.5% كانت ضمن فئة الخامسة والستون عاماً فما فوق. وتوزع التركيب الجنسي للسكان بنسبة 47.9% ذكور و52.1% إناث.

## المدن التوأمة
مدينة يونان، شيمانه هي مدينة توأمة لـريتشموند (إنديانا).